# زنجیره کلان هستی

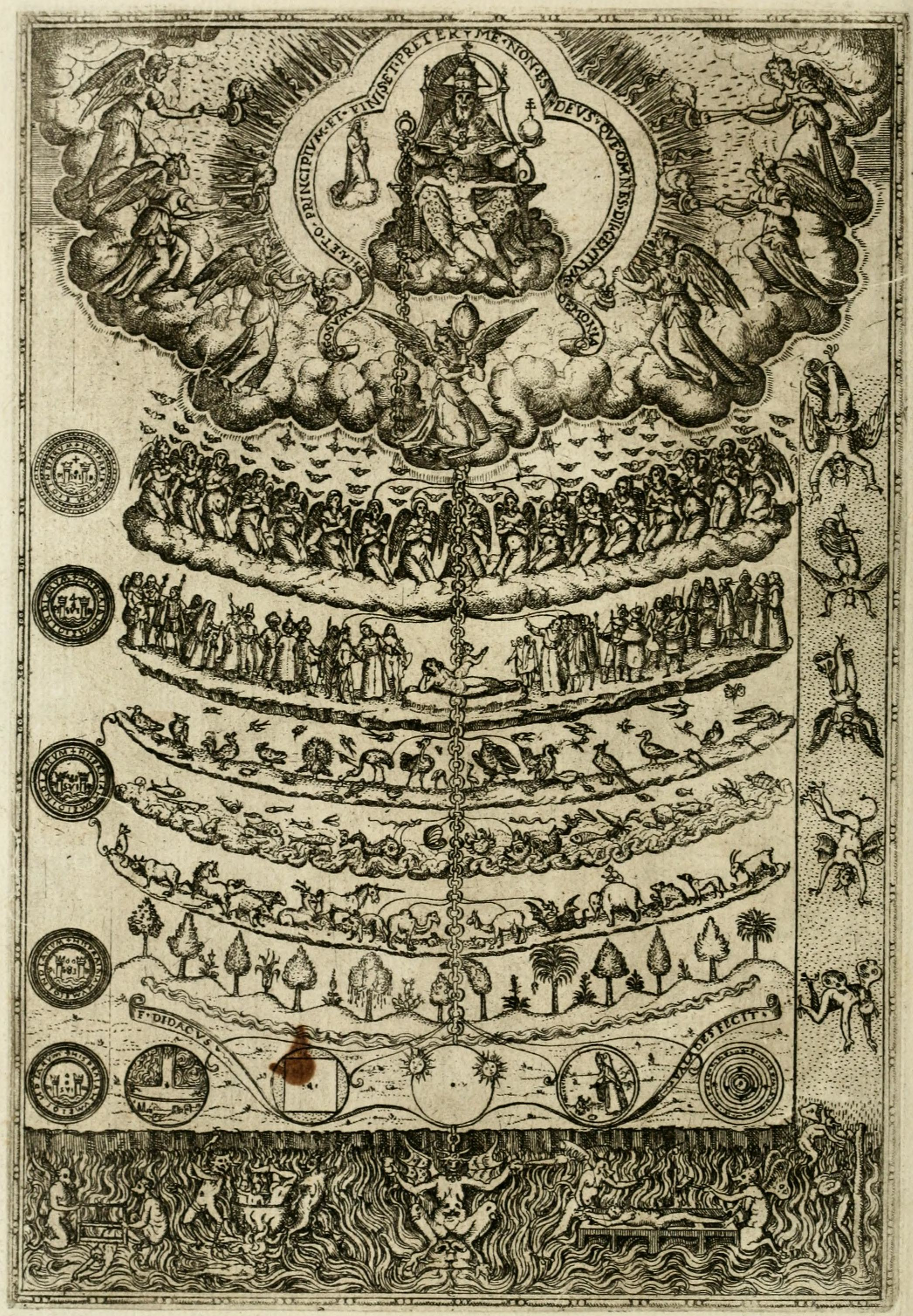
نقاشی زنجیره کلان هستی اثر دیگو د والادس، ۱۵۷۹ میلادی

اندیشهٔ اینکه جانوران و جانداران روی زمین همگی از سلسله مراتبی از هستی پیروی می‌کنند و بر حسب درجه عالی بودنشان، بالا یا پایین‌تر از دیگر جانداران قرار می‌گیرند، تاریخچه‌ای طولانی دارد که از یونان باستان آغاز شد و تأثیر بزرگی بر اندیشمندان مسیحی در سده‌های میانی گذاشت. این اندیشه با عنوان لاتین scala naturae (نردبان طبیعت) به ارزش‌دهی هر جاندار نسبت به جاندار دیگر می‌پرداخت.
نردبان طبیعت همچنین با عنوان زنجیره کلان هستی نیز شناخته می‌شود؛ سامانه‌ای با ریشه‌های دینی که در آن جانداران (از جمله جانداران فراهستی)، از پست‌ترینشان تا والاترین (خداوند)، در سلسله مراتبی نردبان‌گونه قرار می‌گرفتند. کانی‌ها و مواد معدنی در پست‌ترین پایه‌های این رده‌بندی قرار می‌گرفتند، و سنگواره‌های جانوران – که چیزی میان مواد معدنی و موجودت زنده فرض می‌شدند – در رتبهٔ پس از آن‌ها. گیاهان، جانوران، انسان‌ها، موجودات آسمانی و در نهایت خدا در ادامهٔ این نردبان قرار داشتند.